# 2003 في كندا
فيما يلي قوائم الأحداث التي وقعت خلال عام 2003 في كندا.

## سياسة

### تعيين في المنصب
- 12 ديسمبر – بول مارتن رئيس وزراء كندا.

### انتهاء فترة المنصب
- 11 ديسمبر – ستيفان ديون رئيس مجلس الملكة الخاص بكندا [الإنجليزية]‏.
- 12 ديسمبر – جان كريتيان عضو مجلس العموم الكندي، رئيس وزراء كندا.

## رياضة
- 1 يناير – بطولة العالم لسباق الدراجات على الطريق 2003
- 1 يناير – جائزة كندا الكبرى 2003 الفائز مايكل شوماخر.

## أفلام
من الأفلام التي صدرت هذه السنة في كندا:
- 1 يناير – اعترافات عقلية خطيرة من إخراج جورج كلوني.
- 1 يناير – الغزوات البربرية من إخراج دينيس أركاند.
- 1 يناير – زجاج مكسر من إخراج بيلي راي.
- 1 يناير – لعبة الانتقام من إخراج Jesse Warn [الإنجليزية]‏.
- 1 يناير – هاوس أوف ذا ديد من إخراج ياو بول.
- 22 فبراير – ماي بيغ فات غريك ويدنغ من إخراج جويل زويك [الإنجليزية]‏.
- 14 مارس – العميل كودي بانكس من إخراج Harald Zwart [الإنجليزية]‏.
- 29 أغسطس – فريدا من إخراج جوليا تيمور.
- 10 ديسمبر – شيكاغو من إخراج روب مارشال.

## برامج ومسلسلات وأنمي
- مغامرات فريد
- مارتن ميستري

## موسيقى

### ألبومات
من الألبومات التي صدرت هذه السنة في كندا:
- 25 نوفمبر – فوكلور من غناء نيللي فرتادو.

## مواليد

### ديسمبر
- 3 ديسمبر – إيزابيل نيلسي

## وفيات

### أبريل
- 6 أبريل – جيرالد كارتر (مواليد 1912)

### أكتوبر
- 13 أكتوبر – برترام بروكهاوس (مواليد 1918) فيزيائي كندي.